# 光岳楼
光岳楼又称余木楼、鼓楼、古楼、东昌楼，是位于中国山东省聊城市东昌府区古城正中心的一座古建筑。光岳楼始建于明代洪武年间，最初用以瞭望、御敌，明清、民国时期数次翻修。1988年，该楼被列为第三批全国重点文物保护单位。
光岳楼为四重檐十字脊木楼阁，其楼基和主楼共高33.38米，占地面积1236平方米。清朝时期，康熙、乾隆等皇帝曾数度登临此楼，其中康熙帝曾为光岳楼题写“神光钟暎”匾额。

## 历史
1372年（明洪武五年），陈镛开始改宋代东昌府土城为砖城（聊城为其附郭县），府城修筑完成后以剩余木材修筑光岳楼，初名“余木楼”。对于光岳楼的具体始建年代和作用，早期文献称其“创始莫考”，至1777年（乾隆四十年）《东昌府志》最早记载光岳楼建于1374年（洪武七年），最初用于“料敌望远”。1486年（成化二十二年）该楼第一次重修时，知府杨能称该楼为“东昌楼”。1496年（弘治九年），东昌太守金天锡和吏部考功员外郎李赞取“近鲁有光于岱岳”之意，将该楼命名为“光岳楼”，沿用至今。
光岳楼建成后，明成化、嘉靖、万历，清顺治、乾隆、道光年间屡有重修。清朝时期，康熙帝、乾隆帝均曾登临光岳楼，《南巡盛典》记载光岳楼为乾隆帝南巡行宫之一。
1933年和1937年，聊城县长孙桐峰、范筑先先后对光岳楼进行维修。抗日战争时期，范筑先曾在此设立巷战指挥部对抗日本军队。1956年，光岳楼列入山东省第一批重点文物保护单位，同年，光岳楼进行了中华人民共和国建立后的首次维修。自1956至1985年，光岳楼先后共经过六次维修。1988年1月13日，光岳楼被列入第三批全国重点文物保护单位。

## 建筑构造
光岳楼共高33.38米。其中墩台高9.38米，为上窄下宽的正四棱台，其底边长34.43米，顶边长31.93米。墩台占地1236平方米，四面有拱门，东南西北西面的拱门分别名为“太平”、“文明”、“兴礼”、“武定”。其中西门是假门，只有东门太平门可通往楼上。光岳楼地基采用了中国传统的浅性基础，墩台墙下砌有三条基条石，共计厚55厘米。
主楼位于墩台之上，为全木结构，共四层，高24米，有台阶122级、金柱192根、斗拱200余个。与岳阳楼、滕王阁等后世重建的楼阁不同，尽管光岳楼经历过17次维修，但其楼身主要构件仍为初建时的原物。其楼身采用多层屋檐、十字脊顶，建筑风格上承袭宋元楼阁风格，也带有明代建筑的一些特点。光岳楼第一层比墩台高十厘米，为正方形，面阔、进深五间，北侧供奉有鲁班神像；第二层面阔进深均为七间，供有两米高的乾隆帝彩色塑像。第三层为结构层，面阔进深五间；第四层面阔进深三间，这层或为清代修筑。
光岳楼内存有大量文物，其中有6处碑刻，15处壁碑，11块匾额。据传清朝时期康熙帝曾为光岳楼书写“神光钟暎”匾额，乾隆帝曾六次登临光岳楼并留下诗文。郭沫若、沈雁冰、舒同等亦曾为光岳楼书写匾额。

### 引用
1. ↑  聊城市人民政府. . 2018-07-03  [2019-11-05]. （原始内容存档于2022-10-22）.
2. ↑  东昌府区人民政府. . 2016-12-14  [2019-11-05].[永久]
3. 1 2 3  . news.sina.com.cn. 2005-04-19  [2019-11-05]. （原始内容存档于2006-06-14）.
4. ↑  . zaozhuang.dzwww.com. 2012-11-15  [2019-11-08]. （原始内容存档于2019-11-08）.
5. ↑  刘洪山. . dcf.lcxw.cn. 2018-09-06  [2019-11-08]. （原始内容存档于2020-12-12）.
6. ↑  明·王命爵、李士登修，王汝训纂，《万历东昌府志·卷三·建置·城池》：“府城枕漕河西岸，宋淳化三年自博州迁此，旧筑以土，国朝洪武五年，守御指挥陈镛陶甓甃焉。”
7. ↑  明·王命爵、李士登修，王汝训纂，《万历东昌府志·卷三·建置·宫室》：“府光岳楼在府城中，创始莫考。”又如清·高晋《南巡盛典·卷九十六·名胜》：“光岳楼……其兴建始末，无可考据。”
8. ↑  魏聊(1998), 光岳楼, 第6至10页
9. ↑  清·胡德琳修，周永年、盛百二纂，《乾隆东昌府志·卷十八·古迹》：“光岳楼在城中央，明洪武七年东昌卫指挥佥事陈镛以修城余木建，名余木楼，以料敌望远。后西平李赞名之曰光岳楼，取其‘近鲁有光于岱岳’也。”
10. ↑  胡蒙; 李静. . news.iqilu.com. 2014-09-21  [2019-11-06]. （原始内容存档于2019-11-07）.
11. ↑  .   [2019-11-06]. （原始内容存档于2020-12-12）.
12. 1 2  .   [2019-11-06]. （原始内容存档于2020-12-12）.
13. ↑  清·陈庆藩修，叶锡麟、靳维熙纂，《宣统聊城县志·卷一·方域志》：“成化丙午知府杨能修，邑人梁玺记，嘉靖间知府陈儒重修自记，邑人许成名记，万历间知府莫与齐重修。国朝顺治十七年知府卢鋐、乾隆二十年知府蔡学颐重修自记，牛运震记，道光二十八年重修邑人杨以增记。”
14. 1 2  魏聊(1998), 光岳楼, 第11至13页
15. ↑  滕李娜(2010), 光岳楼题词及史话
16. 1 2  姜继兴(2012)， 江北水城的珍珠——山东聊城光岳楼
17. ↑  孟宪霞(2006), 雄伟的古建筑：光岳楼
18. ↑  . 2019-08-20  [2019-11-05].[永久]
19. 1 2 3 4  .   [2019-11-06]. （原始内容存档于2020-12-12）.
20. ↑  魏聊(1998), 光岳楼, 第14至15页
21. ↑  .   [2019-11-06]. （原始内容存档于2020-12-12）.
22. 1 2  《全国重点文物保护单位》编辑委员会(2004), 全国重点文物保护单位·第一至第五批·第Ⅱ卷, 第292页
23. 1 2  .   [2019-11-06]. （原始内容存档于2020-12-12）.
24. ↑  魏聊(1995), 光岳楼墩台修复工程技术
25. ↑  刘一诺(2019), 古代建筑光岳楼的文物价值探析, 第3655页
26. ↑  魏聊(1998), 光岳楼, 第21至25页
27. ↑  刘一诺(2019), 古代建筑光岳楼的文物价值探析, 第3654页
28. ↑  雁行江湖. . tour.dzwww.com. 2018-08-22  [2019-11-06]. （原始内容存档于2019-11-07）.
29. ↑  程广海.  (pdf). 齐鲁晚报数字版. 2012-05-24  [2019-11-06]. （原始内容存档 (PDF)于2012-06-01）.